# Santina De Pascali
Maria Addolorata De Pascali, en religion Santina (Acquarica del Capo, 10 juin 1897 - Lecce, 19 mai 1981) est une religieuse catholique italienne, fondatrice de la congrégation des Sœurs disciples du Sacré-Cœur et reconnue vénérable par l'Église catholique.

## Biographie

### Jeunesse et débuts de vie religieuse
Maria Addolorata De Pascali est issue d'une famille aisée et profondément religieuse. Elle souhaite devenir religieuse depuis l'enfance. La mort prématurée de son père, en 1903, marque un tournant dans sa vie spirituelle : elle décide de consacrer sa vie au service des plus pauvres. Dans le même temps, sa mère l'envoie chez les Sœurs de la Charité d'Ivrée, où elle suit l'école élémentaire pendant cinq ans.
En février 1920, elle rencontre la bienheureuse Marie Madeleine Starace et intègre l'Institut des sœurs compassionistes servites de Marie. Elle fait sa profession religieuse en 1927 sous le nom de sœur Santina. Son passage chez les sœurs conceptionnistes sera bref. En effet, rapidement elle sent le besoin d'exprimer sa vocation religieuse d'une autre manière.

### La fondatrice
En avril 1929, c'est avec trois autres compagnes qu'elle donne naissance de l'institut des Sœurs disciples du Sacré-Cœur. Cette nouvelle congrégation religieuse a pour but de venir en aide aux plus pauvres et aux exclus de la société, dans l'optique de mettre concrètement en œuvre "la miséricorde émanant du Cœur de Jésus". La devise est : "Aimer, prier et œuvrer".
Le 20 mai 1939, sœur Santina est élue supérieure générale[réf. nécessaire]. Le 7 septembre 1942, Mgr Costa reçoit les premiers vœux des religieuses ; en 1948, il reconnaîtra l'Institut de droit diocésain. Supérieure et formatrice des Sœurs disciples du Sacré-Cœur, elle s'occupe aussi notamment des plus nécessiteux et des marginalisés qu'elle attentionne particulièrement. Face aux préoccupations sociales de son institut et au désir de venir en aide à ceux qui sont dans quelque misère qu'elle soit, sœur Santina puise son énergie dans une vie de prière et notamment d'adoration eucharistique.
Le développement de sa congrégation ne se fera pas sans souffrances. Elle dut faire face à la réticence d'une partie du clergé qui critiquait le fait que des religieuses sortent de la vie cloîtrée pour mener une vie apostolique. Malgré certaines épreuves, elle resta obéissante envers ses supérieurs et confesseurs et se retira dans le silence lorsqu'elle se heurta à l'opposition du clergé sur tel ou tel point, acceptant sa décision.

### Dernières années
Sa santé chute progressivement et en 1977, on lui diagnostique un cancer à l'utérus. Elle refuse l'opération chirurgicale afin de rester en communauté avec ses religieuses. Le 13 mai 1981, elle prie et offre sa propre vie pour la santé du pape Jean-Paul II, victime d'une tentative d'assassinat. Elle meurt quelques jours plus tard, le 19 mai, sereine et entourée de ses religieuses. Elle avait 84 ans.

## Béatification
Le 24 août 1992, la Congrégation pour les causes des saints autorise le diocèse de Lecce d'ouvrir la cause en béatification et canonisation de Santina De Pascali. L'enquête diocésaine est clôturée le 17 octobre 1998 et transférée à Rome par le Saint-Siège.
Le 20 janvier 2017, le pape François reconnaît l'héroïcité de ses vertus et la déclare vénérable.

## Sources
- http://www.santiebeati.it/dettaglio/96901